# Université de l'Ouest de Timișoara
L'université de l'Ouest de Timișoara est une université publique fondée en 1962 et située à Timișoara, en Roumanie.

## Personnalités liées

### Anciens étudiants
- Natalia-Elena Intotero, ministre
- Herta Müller, prix Nobel de littérature 2009
- Richard Wagner, écrivain et journaliste germano-roumain